# Gran Ducato (caballo)
Gran Ducato (n.1991-f.1997) fue un caballo purasangre chileno de carreras considerado uno de los mejores caballos tanto de la hípica chilena como a nivel mundial.

## Biografía
Gran Ducato nació el 12 de octubre de 1991. Fue hijo del semental norteamericano Roy (1983) y de la yegua Chilena Regolita (1982).Fue criado en el Haras Figurón y preparado por Patricio Baeza. Defendió las sedas del Stud Komosar. Durante su campaña fue montado por los Jockeys del Turf Chileno Luis Torres, Ányelo Rivera, Gustavo Barrera, Fernando Díaz y Pedro Santos. Debutó el 26 de diciembre de 1993 en el Club Hípico de Santiago, en una carrera condicional de 1000 metros para machos de dos años en donde alcanzó el segundo lugar. Obtuvo su primer triunfo el 10 de enero de 1994 en una carrera con las mismas condiciones que en su debut. Luego de cinco meses sin correr, ganó el clásico condicional Francia en 1500 metros en el Hipódromo Chile el 16 de julio de 1994. Después de este triunfo destacó figurando en los clásicos de Grupo I de su proceso generacional: Dos Mil Guineas (2°), Gran Criterium (3°), El Ensayo (3°) y St Leger (2°).

## Campaña después de los tres años
Después de haber ganado el clásico de Grupo II Copa Jackson y de ausentarse de El Derby 1995 y el XV Clásico Latinoamericano por lesión, reapareció en el clásico Alberto Vial Letelier en Hipódromo Chile en la categoría de 2000 metros de distancia, finalizando en tercer lugar. El día 6 de mayo de 1995 obtuvo el primer lugar en Gran Premio Hipódromo Chile y lo mantuvo por los dos siguientes años. En la competición de 1996 batió el récord para la distancia de 2200 metros. De regreso en el Club Hípico de Santiago, ganó el clásico de Grupo II, Copa de Oro por dos años consecutivos (1995 y 1996 propiamente tal). Se mantuvo invicto hasta que participó en el XVII Clásico Asociación Latinoamericana de Jockey Clubes que se disputó en el Hipódromo Chile en 1997, en donde logró el cuarto lugar. En 1997, ganó el Gran Premio Hipódromo Chile. Su última participación fue en el Grupo II Gran Premio de Honor, la carrera de mayor distancia del Hipódromo Chile, en la que también resultó ganador.
El 13 de junio de 1997 falleció de una torsión intestinal a los cinco años en el corral del preparador Patricio Baeza. Sus restos descansan en la clínica veterinaria del Club Hípico de Santiago.

## Campaña en el extranjero
Gran Ducato representó a la hípica chilena en seis ocasiones.
- Gran Premio de Brasil 1995, (3° de El Sembrador)
- Gran Premio Carlos Pellegrini 1995, (2° de Seaborg)
- XVI Clásico Asociación Latinoamericana de Jockey Clubes 1996, (2° de Much Better)
- Gran Premio de Brasil 1996, (3° de Quinze Quilates)
- Gran Premio Jockey Club del Perú 1996, (2° de Fregy's)
- Gran Premio Carlos Pellegrini 1996, (3° de Fregy's)

## Clásicos ganados en Chile
- Clásico Francia, 1994, Hipódromo Chile.
- Clásico Criadores Asociados 1994, Hipódromo Chile.
- Clásico Copa Jackson Grupo II, 1995, Valparaíso Sporting Club.
- Gran Premio Hipódromo Chile Grupo I, 1995, 1996, 1997, Hipódromo Chile.
- Clásico Grupo II Copa de Oro, Club Hípico de Santiago, 1995 y 1996.
- Clásico Pedro del Río Talavera, Grupo II, Hipódromo Chile, 1996.
- Clásico Gran Premio de Honor, Grupo II, Hipódromo Chile, 1997.

## Registro de Carreras
| Fecha      | Carrera                                    | Hipódromo / Lugar              | Posición | Primer / Segundo lugar                   |
| ---------- | ------------------------------------------ | ------------------------------ | -------- | ---------------------------------------- |
| 26‑12‑1993 | Ulises                                     | Club Hípico de Santiago        | 2°       |                                          |
| 10‑01‑1994 | Zwener                                     | Club Hípico de Santiago        | 1°       |                                          |
| 16‑07‑1994 | Clásico Francia (cl.)                      | Hipódromo Chile                | 1°       | Papelillo                                |
| 30‑07‑1994 | Criadores Asociados (cl.)                  | Hipódromo Chile                | 1°       |                                          |
| 03‑09‑1994 | 2000 Guineas (cl.) (G1)                    | Hipódromo Chile                | 2°       | Papelillo                                |
| 01‑10‑1994 | Gran Criterium (cl.) (G1)                  | Hipódromo Chile                | 3°       | Notición                                 |
| 06‑11‑1994 | El Ensayo (cl.) (G1)                       | Club Hípico de Santiago        | 3°       | Pradilla                                 |
| 26‑11‑1994 | St. Leger (cl.) (G1)                       | Hipódromo Chile                | 2°       | Crisol                                   |
| 06‑01‑1995 | Juan S. Jackson (cl.) (G2)                 | Valparaíso Sporting Club       | 1°       |                                          |
| 08‑04‑1995 | Alberto Vial Letelier (cl.)                | Hipódromo Chile                | 3°       | Comodato                                 |
| 06‑05‑1995 | Gran Premio Hipódromo Chile (cl.)(G1)      | Hipódromo Chile                | 1°       | Red Flash                                |
| 29‑05‑1995 | Copa de Oro (cl.) (G2)                     | Club Hípico de Santiago        | 1°       | Patio de Naranjos                        |
| 06‑08‑1995 | Gran Premio Brasil (cl.) (G1)              | Hipódromo da Gávea (Brasil)    | 3°       | El sembrador                             |
| 02‑11‑1995 | Club Hípico de Santiago (cl.)              | Hipódromo Chile                | 1°       |                                          |
| 02‑12‑1995 | Gran Premio Carlos Pellegrini (cl.) (G1)   | San Isidro (Argentina)         | 2°       | Seaborg                                  |
| 10‑03‑1996 | Asociación Lat. De Jockey Clubs (cl.)      | Hipódromo da Gávea (Brasil)    | 2°       | Much Better                              |
| 27‑04‑1996 | Gran Premio Hipódromo Chile (cl.) (G1)     | Hipódromo Chile                | 1°       | Auguri                                   |
| 27‑05‑1996 | Copa de Oro (cl.) (G2)                     | Club Hípico de Santiago        | 1°       | Nuredín                                  |
| 20‑07‑1996 | Pedro del Río Talavera (cl.) (G2)          | Hipódromo Chile                | 1°       | (Prepo 3er lugar, tuvo un choque con GD) |
| 11‑08‑1996 | Gran Premio Brasil (cl.) (G1)              | Hipódromo da Gávea (Brasil)    | 3°       | Quinze quilates                          |
| 13‑10‑1996 | Jockey Club del Perú (cl.) (G1)            | Hipódromo de Monterrico (Perú) | 2°       | Fregy's                                  |
| 07‑12‑1996 | Gran Premio Carlos Pellegrini (cl.) (G1)   | San Isidro (Argentina)         | 3°       | Fregy's                                  |
| 15‑03‑1997 | Asociación Lat. De Jockey Clubs (cl.) (G1) | Hipódromo Chile                | 4°       | Prepo                                    |
| 26‑04‑1997 | Gran Premio Hipódromo Chile (cl.) (G1)     | Hipódromo Chile                | 1°       | Malek                                    |
| 31‑05‑1997 | Gran Premio de Honor (cl.) (G2)            | Hipódromo Chile                | 1°       | Papelillo                                |